# Mistrzostwa Europy w Biegach Górskich 2004
3. Mistrzostwa Europy w Biegach Górskich – zawody lekkoatletyczne, które odbył się 4 lipca 2004 w Korbielowie.

## Rezultaty

### Mężczyźni
| Konkurencja:     | 1. miejsce       | Rezultat | 2. miejsce      | Rezultat | 3. miejsce    | Rezultat |
| Bieg seniorów    | Marco De Gasperi | 44:06    | Florian Heinzle | 45:05    | Marco Gaiardo | 45:10    |
| Drużyna seniorów | Włochy           | 10 pkt.  | Wielka Brytania | 49 pkt.  | Szwajcaria    | 51 pkt.  |

### Kobiety
| Konkurencja:     | 1. miejsce     | Rezultat | 2. miejsce  | Rezultat | 3. miejsce        | Rezultat |
| Bieg seniorek    | Anna Pichrtová | 34:50    | Andrea Mayr | 36:27    | Rosita Rota Gelpi | 36:43    |
| Drużyna seniorek | Włochy         | 18 pkt.  | Austria     | 31 pkt.  | Wielka Brytania   | 37 pkt.  |